# Libertate religioasă
Libertatea religioasă este unul dintre drepturile fundamentale ale omului. Ea cuprinde libertatea religioasă pozitivă și negativă. „Libertatea religioasă pozitivă” cuprinde, mai ales, libertatea unui individ sau a unei comunități de a practica orice religie sau convingere fără nici un dezavantaj. „Libertatea religioasă negativă” cuprinde dreptul de a nu avea nici o religie respectiv de a renunța la propria religie sau convingere și de a nu fi forțat la adoptarea sau păstrarea directă sau indirectă a unei religii sau convingeri.
În anumite sisteme de drept, libertatea religioasă cuprinde și protecția unui anumit individ față de persoanele care l-ar obliga să facă ceva ce contravine convingerilor sale religioase.

## Regim juridic

### România
În dreptul român, de-a lungul timpului, sancțiunile aduse în cazul infracțiunii de împiedicare a libertății religioase au fost înăsprite, mai ales în momentul trecerii de la Vechiul la Noul Cod Penal.